# Werner Ipta
Werner Ipta (* 18. März 1942 in Wattenscheid; † 22. Februar 2019) war ein deutscher Fußballspieler, der von 1960 bis 1963 für Schalke 04 in der Oberliga West, von 1964 bis 1966 für Grasshoppers Zürich in der Nationalliga A und von 1968 bis 1970 für Hertha BSC in der Bundesliga aktiv war.

## Karriere

### Vereine

#### FC Schalke 04
Durch seinen Nachbarn Helmut Jagielski gelangte der Wattenscheider Ipta zehnjährig in die Jugendabteilung des FC Schalke 04 und kam in dieser Zeit auch regelmäßig zu Spieleinsätzen der Schüler- und Jugendauswahlmannschaften des DFB. Am Weihnachtstag 1960 debütierte er 18-jährig in der ersten Mannschaft des FC Schalke 04, die das Oberligaspiel gegen Hamborn 07 in der Glückauf-Kampfbahn mit 3:1 für sich entschied.
Unter Trainer Georg Gawliczek avancierte er als offensiver Mittelfeldspieler fortan zum Spielmacher der Mannschaft. In der Saison 1961/62 erreichte er mit dem FC Schalke 04 die Endrunde um die deutsche Meisterschaft und das DFB-Pokal-Halbfinale.

#### FC Bayern München / Grasshopper Club Zürich
Nach drei Spielzeiten für den FC Schalke 04, in denen er 16 Tore in 49 Oberligaspielen erzielte, wechselte er – beruflich bedingt – zur Saison 1963/64 zum FC Bayern München, für den er 28 Spiele in der Regionalliga Süd absolvierte und sieben Tore erzielte. Trotz einer schweren Verletzung, aufgrund derer er eigentlich Sportinvalide gewesen wäre, wechselte er anschließend zum Grasshopper Club Zürich. Hier spielte er neben Torschützenkönig Rolf Blättler und erzielte selbst in der Schweizer Fußballmeisterschaft 1965 zehn Tore. Mit den Grasshoppers Zürich schloss er die Meisterschaft als Viertplatzierter in der Folgesaison als Siebter ab.

#### Hertha BSC / Tasmania Berlin
Zur Saison 1966/67 wechselte Ipta zum Berliner Regionalligisten Hertha BSC, mit dem er zweimal Meister wurde und 1968 in die Bundesliga aufstieg. Auch in der Eliteklasse blieb er in seiner ersten Saison mit 25 Einsätzen Stammspieler. Sein erstes von sechs Bundesligatoren erzielte er am 21. September 1968 (7. Spieltag) beim 2:2-Unentschieden im Auswärtsspiel gegen Borussia Dortmund per Freistoß zum 1:1 in der 31. Minute. In der Saison 1969/70 trug er mit 13 Einsätzen zum Erreichen des dritten Tabellenplatzes bei und bestritt am 26. September 1969 (6. Spieltag) auch das bis heute mit 88.075 Zuschauern bestbesuchte Bundesligaspiel, das er mit seiner Mannschaft im Heimspiel gegen den 1. FC Köln mit 1:0 gewann. Für Hertha BSC kam er auch international zum Einsatz, als er im Messepokal, in dem er mit der Mannschaft bis ins Viertelfinale vordringen konnte, mitwirkte. Für Hertha BSC bestritt er 44 Regionalligaspiele (24 Tore) und 38 Bundesligaspiele (6 Tore).
Im Sommer 1970 kehrte Ipta in die Regionalliga Berlin zurück und gewann am Saisonende mit Tasmania Berlin die Meisterschaft. Mit Abschluss der Folgesaison beendete er seine aktive Laufbahn.

### Nationalmannschaft
Nachdem Ipta für die DFB-Schülerauswahl zu Länderspielen gekommen war, sein internationales Debüt am 22. Mai 1957 in Stuttgart im Ländervergleich mit England gegeben hatte, rückte er in die DFB-Jugendauswahl auf, für die er sechs Länderspiele bestritt und ein Tor erzielte.
Für diese Auswahlmannschaft debütierte er am 8. März 1959 in Coburg beim 3:0-Sieg im Test-Länderspiel gegen die Auswahl Österreichs. Mit ihr nahm er auch am UEFA-Juniorenturnier in Bulgarien teil und kam in allen drei Gruppenspielen zum Einsatz. Nachdem die Auswahl Jugoslawiens am 29. März in Sofia mit 1:0 bezwungen werden konnte, verlor er mit der Mannschaft am 31. März in Dimitrovo mit 0:2 gegen die Auswahl Bulgariens. Im letzten Gruppenspiel am 2. April (abermals in Sofia) war er der spielentscheidende Torschütze beim 1:0-Sieg gegen die Auswahl der Niederlande. 1960 kam er zu zwei weiteren Länderspielen, wobei er sein letztes am 16. April in Wiener Neustadt beim 1:0-Sieg gegen die Auswahl der Türkei, dem ersten Gruppenspiel des bis zum 20. April in Österreich ausgetragenen UEFA-Juniorenturniers, bestritt.
Für die U-23-Nationalmannschaft krönte er sein Länderspieldebüt am 8. Oktober 1961 in Gelsenkirchen beim 5:0-Sieg gegen die Auswahl Polens mit zwei Toren. Sein letztes von zwei Länderspielen für diese Auswahlmannschaft bestritt er am 24. Oktober 1962 in Lyon bei der 0:1-Niederlage gegen die Auswahl Frankreichs.
Am 22. August 1961 wurde er einzig in den Kader der A-Nationalmannschaft berufen; im darauf folgenden WM-Qualifikationsspiel am 22. Oktober 1961 in Augsburg, beim 2:1-Sieg gegen die Auswahl Griechenlands, kam er jedoch nicht zum Einsatz.

## Sonstiges
Ipta blieb in Berlin, arbeitete im Groß- und Einzelhandel und führte später eine „Sportkneipe“. Anfang der 2000er Jahre musste ihm aufgrund eines Diabetes das linke Bein abgenommen werden. Seitdem war er Rentner und lebte nur wenige Minuten vom Berliner Olympiastadion entfernt. Erst im Januar 2008 wurde er Vereinsmitglied von Hertha BSC. Da er auf 83 Einsätze für Hertha kam, erhielt er die Mitgliedsnummer 83.